# Toenaam
Een toenaam, soms ook wel bijnaam genoemd, is een bijvoeglijk naamwoord ter unieke identificatie van iets of iemand. Toenamen geven onderscheid en versterken identiteiten door de kennis en visie die naamkiezers in hun naamkeuzes doorgeven.

## Toenamen in dagelijks gebruik
Toenamen zijn vaak associatief. Ze informeren en beïnvloeden de samenleving en naamdragers zelf. Grieken noemden de toenaam epitheton. Toenamen zijn vast, zoals bij de Noorse boskat, maar kunnen naar inzicht wijzigen.

## Historische toenamen
Een historisch veel gebruikte toenaam is de Grote, waarmee veel figuren zijn gesierd. Bekende voorbeelden hiervan zijn Karel de Grote, Alexander de Grote, Constantijn de Grote en Alfred de Grote. De Stoute was een toevoeging die ten deel viel aan onder meer Karel de Stoute en Filips de Stoute. Deze toenaam duidt overigens niet de ondeugd aan van de dragers, maar wordt gebruikt in de betekenis van 'de stoutmoedige' ofwel 'de dappere' (de betekenissen zijn overigens wel aan elkaar verwant, iemand die ondeugend is, is ook dapper). In dezelfde categorie vallen Alexander de Goede, Karel de Goede en Filips de Goede. Onder de vele Karels met een toenaam bevinden zich ook Karel de Kale en Karel de Eenvoudige. In vrijheid kan men zich presenteren als Voor in Visie, Langgewenst Godsgeschenk, Pax, Goud, Associatief etc.

## Uitdrukking
De term 'toenaam' komt voor in de Nederlandse uitdrukking met naam en toenaam, waarmee wordt aangegeven dat men iets of iemand tot in detail benoemt.